# Crossotus tamer
Crossotus tamer är en skalbaggsart som beskrevs av Gianfranco Sama och Rapuzzi 2006. Crossotus tamer ingår i släktet Crossotus och familjen långhorningar. Inga underarter finns listade i Catalogue of Life.